# English Electric Lightning
English Electric Lightning — британський винищувач, який служив перехоплювачем у 1960-х, 1970-х і наприкінці 1980-х років. Він мав максимальну швидкість понад 2 Маха. Lightning був спроектований, розроблений і виготовлений компанією English Electric, яка пізніше була об'єднана в новостворену British Aircraft Corporation. Пізніше цей тип був проданий як BAC Lightning. Він експлуатувався Королівськими ВПС (RAF), ВПС Кувейту (KAF) і Королівськими ВПС Саудівської Аравії (RSAF).
Унікальною особливістю конструкції Lightning є вертикальна конфігурація в шаховому порядку двох турбореактивних двигунів Rolls-Royce Avon у фюзеляжі. «Лайтнінг» був спроектований і розроблений як перехоплювач для захисту аеродромів бомбардувальників V від нападу передбачуваних майбутніх надзвукових радянських бомбардувальників з ядерним озброєнням, таких як Туполєв Ту-22, але згодом йому також знадобилося перехоплювати інші бомбардувальники, такі як Туполєв Ту-16 і Туполєв Ту-95.
Lightning має виняткову швидкість підйому, стелю та швидкість; пілоти описали політ на ньому як "осідлання в небо".  Ця продуктивність і спочатку обмежений запас палива означали, що його місії значною мірою продиктовані його обмеженим радіусом дії. Пізніші розробки забезпечили більшу дальність і швидкість, а також можливість повітряної розвідки та наземної атаки. Фітинги паливного бака над крилом були встановлені у варіанті F6 і пропонували розширений діапазон, але максимальна швидкість конфігурації була обмежена 1 000 миль за годину (1 600 км/год).
Після звільнення Королівських ВПС наприкінці 1980-х років багато літаків, що залишилися, стали музейними експонатами. До 2009 року три "Лайтнінг" літали в "Тундер Сіті " в Кейптауні, Південна Африка. У вересні 2008 року Інститут інженерів-механіків присудив Lightning свою «Нагороду за інженерну спадщину» на церемонії на території BAE Systems на аеродромі Вартон.